# Cro (cantant)
Carlo Waibel (Stuttgart, Baden-Württemberg, 31 de gener de 1990), conegut pel seu sobrenom artístic de Cro, és un cantant alemany que situa la seva música entre el rap i el pop, el que ell anomena "Raop".
Porta una màscara d'un os panda que l'identifica com a cantant i a la vegada tapa el seu rostre. Va estudiar a Realschule auf dem Galgenberg, a Aalen, Alemanya i més tard a la Berufschule a Stuttgart. Quan tenia 13 anys va aprendre a tocar el piano i la guitarra i als 13 anys va començar a gravar la seva pròpia música. El 2009 va publicar el seu primer mixtape, Trash, i a partir d'aquí ha continuat publicant la seva música assíduament. A banda de la música també ha treballat com a dissenyador gràfic, dissenyador multimèdia i dissenyador de roba. Fent la tasca de dissenyador de roba ha creat la seva pròpia empresa Vio Vio.